# Hinrich Frese
Hinrich Frese, auch Friso oder Vrese, (* vor 1359; † nach 1365) war ein Patrizier und Bürgermeister von Rostock.

## Leben
Hinrich Frese entstammte einem alten Patriziergeschlecht. Die Familie war seit 1282 bekannt und starb 1580 aus. Er wurde erstmals 1359 als Bürgermeister erwähnt. 1363/64 vertrat er Rostock auf den Hansetagen im Krieg gegen Waldemar von Dänemark. 1364 war Frese zusammen mit Arnold Kröpelin und Johann von der Kyritze in Stralsund an den Verhandlungen zu einem Waffenstillstandsvertrag mit Waldemar beteiligt, 1365 an den Verhandlungen mit Dänemark und bei der Ratifizierung der Vordingborger Verträge in Rostock. Hinrich Frese gehörte 1365 zum herzoglichen Hofgericht in Rostock.